# Dominion Carolina Gas Transmission
Dominion Carolina Gas Transmission (DCGT) — трубопровідна мережа на південному сході США, яка постачає природний газ до Південної Кароліни.
Джерелом наповнення системи DCGT є трубопроводи Transco та Southern Natural Gas Pipeline, які були споруджені для транспортування блакитного палива з басейнів регіону Мексиканської затоки, а також термінал для імпорту зрідженого природного газу на острові Ельба в Джорджії. З Transco, що перетинає північно-західний кут Північної Кароліни, створені інтерконектори в Moore та Grover. Сполучення із Southern Natural Gas відбувається в Aiken (поблизу центральної частини кордону зі штатом Джорджія) та в порту Wentworth. В останньому пункті також існує інтерконектор з Elba Express, спорудженому від терміналу Ельба.
Система DCGT має загальну довжину біля 1500 миль, при цьому діаметр труб коливається від 50 до 600 мм. Робочий тиск становить 8,3 МПа. Річний обсяг транспортування по системі у 2014 році становив 3,9 млрд м3.